# 25e cérémonie des Razzie Awards
La 25e cérémonie des Razzie Awards s'est tenue le 26 février 2005 à l'hôtel Sheraton de Santa Monica en Californie, afin de distinguer ce que l'industrie cinématographique a pu offrir de pire en 2004. De plus, afin de célébrer le 25e anniversaire des Razzie Awards, 4 catégories supplémentaires ont été ajoutées : pire perdant, pire comédie, pire drame et pire comédie musicale des 25 années passées.
La concurrence a été rude entre Catwoman et Fahrenheit 9/11, chacun remportant finalement 4 Razzies. Le film qui a eu le plus de nominations était Catwoman (7 nominations) suivi d'Alexandre (6 nominations).
Fait rare, Halle Berry et John Rogers, le scénariste de Catwoman, viennent eux-mêmes chercher leurs récompenses. Halle Berry déclare : « Si vous n'êtes pas capable d'être un bon perdant, vous ne pouvez pas être un bon vainqueur ». C'est la première fois depuis 2001 que des lauréats se présentent à la remise des prix, à l'époque Tom Green était venu chercher ses 5 Razzies pour Va te faire foutre Freddy !.

## Palmarès
Les lauréats de chaque catégorie sont en premier et en gras dans chaque section.

### Pire film
- Catwoman
  - Alexandre
  - Famille à louer (Surviving Christmas)
  - FBI : Fausses blondes infiltrées
  - P'tits Génies 2

### Pire acteur
- George W. Bush pour son propre rôle dans Fahrenheit 9/11
  - Ben Affleck pour le rôle de Oliver « Ollie » Trinke dans Père et Fille (Jersey Girl)
  - Ben Affleck pour le rôle de Drew Latham dans Famille à louer (Surviving Christmas)
  - Vin Diesel pour le rôle de Richard B. Riddick dans Les Chroniques de Riddick (The Chronicles of Riddick)
  - Colin Farrell pour le rôle de Alexandre dans Alexandre (Alexander)
  - Ben Stiller pour le rôle de Reuben Feffer dans Polly et moi (Along Came Polly)
  - Ben Stiller pour le rôle de Arturo Mendez dans Présentateur vedette : La Légende de Ron Burgundy (Anchorman: The Legend of Ron Burgundy)
  - Ben Stiller pour le rôle de White Goodman dans Dodgeball ! Même pas mal ! (Dodgeball: A True Underdog Story)
  - Ben Stiller pour le rôle de Tim Dingman dans Envy
  - Ben Stiller pour le rôle de l'inspecteur David Starsky dans Starsky et Hutch (Starsky & Hutch)

### Pire actrice
Halle Berry pour Catwoman
- Hilary Duff pour Comme Cendrillon et Trouve ta voix
- Angelina Jolie pour Alexandre et Destins violés
- Mary-Kate et Ashley Olsen pour Une journée à New York
- Shawn & Marlon Wayans pour FBI : Fausses blondes infiltrées

### Pire couple à l'écran
George W. Bush et Condoleezza Rice, sa chèvre, pour Fahrenheit 9/11
- Ben Affleck et soit Jennifer Lopez, soit Liv Tyler, pour Père et Fille
- Halle Berry et soit Benjamin Bratt, soit Sharon Stone, pour Catwoman
- Mary-Kate et Ashley Olsen pour Une journée à New York
- Shawn et Marlon Wayans (déguisés ou pas) pour FBI : Fausses blondes infiltrées

### Pire second rôle féminin
Britney Spears pour Fahrenheit 9/11
- Carmen Electra pour Starsky et Hutch
- Jennifer Lopez pour Père et Fille
- Condoleezza Rice pour Fahrenheit 9/11
- Sharon Stone pour Catwoman

### Pire second rôle masculin
Donald Rumsfeld pour Fahrenheit 9/11
- Val Kilmer pour Alexandre
- Arnold Schwarzenegger pour Le Tour du monde en quatre-vingts jours
- Jon Voight pour P'tits Génies 2
- Lambert Wilson pour Catwoman

### Pire réalisateur
Pitof pour Catwoman
- Bob Clark pour P'tits Génies 2
- Renny Harlin et/ou Paul Schrader pour L'Exorciste : Au commencement
- Oliver Stone pour Alexandre
- Keenen Ivory Wayans pour FBI : Fausses blondes infiltrées

### Pire suite, prequel, remake ou dérivé
Scooby-Doo 2 : Les monstres se déchaînent
- Alien vs. Predator
- Anacondas : À la poursuite de l'orchidée de sang
- Le Tour du monde en 80 jours
- L'Exorciste : Au commencement

### Pire scénario
Catwoman, écrit par Theresa Rebeck, John Brancato, Michael Ferris et John Rogers
- Alexandre, écrit par Oliver Stone, Christopher Kyle (de) et Laeta Kalogridis
- P'tits Génies 2, écrit par Steven Paul et Gregory Poppen
- Famille à louer, écrit par Deborah Kaplan, Harry Elfont, Jeffrey Ventimilia et Joshua Sternin
- FBI : Fausses blondes infiltrées, écrit par Keenen, Shawn & Marlon Wayans et Andy McElfresh, Michael Anthony Snowden et Xavier Cook

## Prix spéciaux - "Le pire des 25 dernières années"

### Pire perdant des Razzies des 25 dernières années
Arnold Schwarzenegger (avec 8 nominations, dont 1 en 2004)
- Kim Basinger (avec 6 nominations en tout)
- Angelina Jolie (avec 7 nominations en tout, dont 2 en 2004)
- Ryan O'Neal (avec 6 nominations en tout)
- Keanu Reeves (avec 7 nominations en tout)

### Pire drame des 25 dernières années
Battlefield Earth (2000)
- Lady Revanche (1983)
- Maman très chère (1981)
- Showgirls (1995)
- À la dérive (2002)

### Pire comédie des 25 dernières années
Amours troubles (2003)
- Pluto Nash (2002)
- Le Chat chapeauté (The Cat in the Hat) (2005)
- Va te faire foutre Freddy ! (2001)
- Leonard Part 6 (1987)

### Pire comédie musicale des 25 dernières années
From Justin to Kelly (2003)
- Rien n'arrête la musique (1980)
- Glitter (2001)
- Le Vainqueur (1984)
- Spice World, le film  (1998)
- Xanadu (1980)